# European Digital Rights
European Digital Rights (EDRi) – це міжнародна група захисту інтересів зі штаб-квартирою в Брюсселі, Бельгія. EDRi — це мережевий колектив неурядових організацій, експертів, адвокатів та науковців, які працюють над захистом і просуванням цифрових прав на всьому континенті. Протягом майже двох десятиліть він служив основою руху за цифрові права в Європі. У березні 2021 року EDRi складається з 44 неурядових організацій, а також експертів, адвокатів та науковців з усієї Європи.

## Місія
Місія EDRi полягає в тому, щоб кинути виклик приватним і державним діячам, які зловживають своєю владою, щоб контролювати чи маніпулювати громадськістю. EDRi роблять це, виступаючи за надійні та дотримані закони, інформуючи та мобілізуючи людей, сприяючи здоровому та підзвітному ринку технологій та створюючи рух організацій та окремих осіб, які віддані цифровим правам і свободам у зв’язаному світі.

## Історія
European Digital Rights (EDRi) — неприбуткова асоціація, зареєстрована в Бельгії.
EDRi була заснована в червні 2002 року в Берліні десятьма НУО з семи країн у результаті зростаючого усвідомлення важливості формування європейської політики в цифровому середовищі. European Digital Rights було створено як відповідь на деякі з перших проблем у цій сфері політики. Членами його засновницької ради були Моріс Весслінг з Bits of Freedom, Енді Мюллер-Магун з Chaos Computer Club і Мер'єм Марзукі з Imaginons un Réseau Internet Solidaire. З моменту створення EDRi значно зросла.
У жовтні 2014 року 34 організації у галузі приватностіь і громадянських прав  з 19 різних країн Європи були членами EDRi, і організація продовжувала зростати. Потреба у співробітництві між організаціями з цифрових прав, що діють в Європі, зростала, оскільки європейські установи або міжнародні установи, що мають значний вплив у Європі, пропонують більше регулювання щодо Інтернету, авторського права та приватності.
Нинішній президент правління EDRi — Анна Філдер, віце-президент — Томас Лонінгер.

## Діяльність

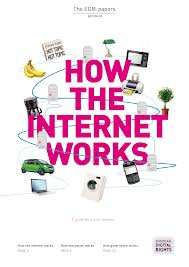
Буклет EDRi - Як працює Інтернет

Метою EDRi є просування, захист і захист громадянських прав у сфері інформаційно-комунікаційних технологій. Це включає багато питань, пов’язаних із приватністю та цифровими правами, від збереження даних до авторських прав і патентів на програмне забезпечення, від права на захист даних і приватності до свободи слова в Інтернеті, від приватизованого застосування до кібербезпеки.
EDRi забезпечує голос громадянського суспільства та платформу для забезпечення того, щоб європейська політика, яка впливає на цифрове середовище, відповідала основним правам.
Нещодавно EDRi звернула увагу на проблеми фундаментальних прав у поточному режимі  колективного управління правами та наслідки стеження в Інтернеті для конфіденційності. Організація продовжує захищати право громадян на приватне копіювання, конфіденційність авіамандрівників і право на свободу вираження поглядів в дебатах щодо сповіщень та видалення в Європі. Він підтримує покращення доступу громадян до аудіовізуального онлайн-контенту та сприяє правовому захисту нейтралітету мережі в Європі. EDRi також бореться за оновлення авторських прав у цифрову еру та проти повного збереження комунікаційних даних. Основними пріоритетами EDRi наразі є приватність, стеження, мережевий нейтралітет та реформа авторського права.
На додаток до регулярних публікацій, таких як буклети, відомі як документи EDRi, EDRi публікує щорічні звіти та щотижневий бюлетень про цифрові громадянські права в Європі, EDRi-gram.

## Кампанії
EDRi запускає кампанії для підвищення обізнаності громадськості з питань, пов’язаних з інформаційно-комунікаційними технологіями, які обговорюються як в європейських інституціях, так і на глобальному рівні.

### Поверни своє обличчя
ReclaimYourFace - запущений в жовтні 2020 року координований EDRi європейський рух  , який залучає голоси людей до демократичних дебатів щодо використання біометричних даних. Коаліція закликає заборонити використання найбільш приватних даних для масового спостереження в громадських місцях через те, що це впливає на наші права і свободи.
Кампанія започаткувала Європейську громадянську ініціативу у лютому 2021 року та закликає Європейську комісію суворо регулювати використання технологій біометричного спостереження.

### Попередні кампанії
Серед ключових кампаній, запущених European Digital Rights, у 2003 і 2011 роках проти запису даних пасажирів, у 2005 році проти збереження даних і в 2010 році за реформу авторського права. EDRi брала активну участь у масштабній кампанії проти ACTA, яка успішно завершилася відхиленням пропозиції Європейським парламентом у липні 2012 року. Під час виборів до Європейського Союзу 2014 року EDRi проводила інноваційну кампанію з підвищення авторитету проблеми цифрових прав. З цією метою члени EDRi розробили проект Хартії цифрових прав з 10 пунктів, яку кандидати, які балотуються до Європейського парламенту, можуть обіцяти захистити. Серед цих принципів: сприяння прозорості та участі громадян, підтримка захисту даних та приватності, необмежений доступ до Інтернету, оновлення законодавства про авторські права, сприяння анонімності та шифруванню в Інтернеті, багатостороння взаємодія та програмне забезпечення з відкритим кодом.
European Digital Rights та її члени також боролися за Європейський регламент захисту даних. Через важливу інформаційно-просвітницьку кампанію громадяни змогли зв’язатися з членами Європейського парламенту, які представляють свою країну, щоб попросити їх захистити основні права на приватність та захист даних.

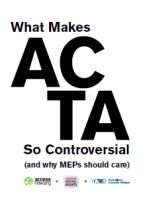
Кампанія проти ACTA

## Члени
Статутне членство обмежується некомерційними неурядовими організаціями, цілі яких включають захист і сприяння громадянським правам у сфері інформаційно-комунікаційних технологій.

### Члени з країн ЄС
- - Epicenter.works[de]
  - Initiative für Netzfreiheit ("Ініціатива за вільний Інтернет")
  - quintessenz[en]
  - VIBE!AT
- - Ліга прав людини[en]
- - Інтернет-товариство Болгарія[en]
- - Iuridicum Remedium
- - ІТ-політична асоціація Данії[en]
- - Electronic Frontier Фінляндія[en]
- - La Quadrature du Net[en]
- - Chaos Computer Club[en]
  - Digitalcourage[en]
  - Digitale Gesellschaft[en]
  - Forum InformatikerInnen für Frieden und gesellschaftliche Verantwortung[de]
  - Förderverein Informationstechnik und Gesellschaft
  - Free Software Foundation Europe[en]
  - Wikimedia Deutschland
- - Homo Digitalis
- - Digital Rights Ireland[en]
- - ALCEI[it] ("Association for the Freedom of Interactive Electronic Communications")
  - HERMES Center
- - Metamorphosis
- - Bits of Freedom[en]
  - Vrijschrift.org[nl]
- - Elektronisk Forpost Norge[no]
- - Фундація Сучасна Польща[pl]
  - Фундація Паноптікон[pl]
- - Associação D3 - Defesa dos Direitos Digitais[20]
- - Асоціація за технології та Інтернет[ro]
- - Share Foundation
- - Nodo50.org[es]
  - Xnet[en]
- - DFRI[en] (Digital Freedom and Rights Association)
- - Alternative Informatics Association[en]
- - Article 19[en]
  - Foundation for Information Policy Research[en]
  - Open Rights Group[en]
  - Statewatch[en]

### Не-європейські та міжнародні члени
- - Access Now[en]
  - Free Software Foundation Europe[en]
  - NOYB[en]
- Міжнародні організації
  - Privacy International
- США
  - Electronic Frontier Foundation (EFF) ( через свій офіс у Брюсселі)
  - Electronic Privacy Information Center[en]

### Колишні члени
- - Ісландське товариство цифрової свободи[en]
- - Society for Open Internet Technologies

## Підтримка
EDRi фінансується за рахунок членських внесків та пожертв населення. Організація отримує фінансування від Open Society Foundations і Adessium Foundation, а також деяке корпоративне фінансування.